# Rosi-Gollmann-Andheri-Stiftung
Die Rosi-Gollmann-Andheri-Stiftung ist eingetragen als Stiftung der Freunde und Förderer der Andheri-Hilfe Bonn e.V. und hat ihren Sitz in Bonn.

## Geschichte
Am 19. März 2002 wurde die Rosi-Gollmann-Andheri-Stiftung von Rosi Gollmann zusammen mit weiteren 5 Stiftern mit einem Anfangskapital von rund 455.500 € ins Leben gerufen. 2021 existieren 18 Unterstiftungen unter der Treuhand der Rosi-Gollmann-Andheri-Stiftung. Zusammen mit den Zustiftungen, den Stiftungsfonds und Erbnachlässen erreichte die Stiftung 2013 ein Kapital von mehr als vier Millionen Euro.

## Stiftungszweck
Die Stiftung verfolgt ausschließlich und unmittelbar gemeinnützige und mildtätige Zwecke im Sinne des Abschnitts Steuerbegünstigte Zwecke der Abgabenordnung.
Zweck der Stiftung ist
a) die Beschaffung von Mitteln für die Andheri-Hilfe Bonn e.V.
b) die materielle und finanzielle Unterstützung hilfsbedürftiger Menschen in unterentwickelten Gebieten Südasiens durch Durchführung von Projekten der Sozialarbeit, der landwirtschaftlichen und dörflichen Entwicklung sowie des Gesundheitswesens. Die Stiftung fördert damit die öffentliche Gesundheitspflege, die Erziehung und Bildung sowie mildtätige Zwecke.

## Projekte
Die Stiftung und ihre Treuhandstiftungen unterstützen ausschließlich Projekte der Andheri-Hilfe e.V. und finanzieren ausgewählte Projekte ganz oder teilweise. Einige dieser Projekte werden kofinanziert durch das Bundesministerium für wirtschaftliche Zusammenarbeit und Entwicklung. Alle Projekte sind zeitlich begrenzt und werden nach dem „Andheri-Prinzip“ vor Ort von zuverlässigen einheimischen Nichtregierungsorganisationen geplant und durchgeführt mit dem Ziel des Selbstständigwerdens (Hilfe zur Selbsthilfe).
Die Projektthemen sind durch den jeweiligen Stiftungszweck der Treuhandstifter festgelegt:
- Gesundheit (Blindenoperationen, HIV-Grundversorgung, Kampf gegen Mütter- und Kindersterblichkeit)
- Ressourcenschutz
- Rechte für Frauen, Kinder und benachteiligte Bevölkerungsgruppen (Aufklärung und Hilfe für Benachteiligte, Berufsausbildung für chancenlose Jugendliche, Kampf gegen Mädchentötung).

## Öffentliche Resonanz
Das Projekt Kampf gegen Mädchentötung erhielt den WDR-Kinderrechtepreis 2012.
Markus Lanz vom Sender ZDF besuchte zusammen mit Rosi Gollman das Projekt Kampf gegen Mädchentötung für die Dokumentation Indiens ungewollte Töchter (2012).